# Herrmannsacker
Herrmannsacker is een plaats en voormalige gemeente in de Duitse deelstaat Thüringen, en maakt deel uit van de Landkreis Nordhausen.
Herrmannsacker telt  inwoners.
Naast het hoofddorp omvatte de gemeente ook nog het gehucht Sagemühle. De gemeente maakte deel uit van de Verwaltungsgemeinschaft Hohnstein/Südharz tot deze op 6 juli 2018 werd opgeheven. Herrmannsacker werd opgenomen in de gemeente Harztor.

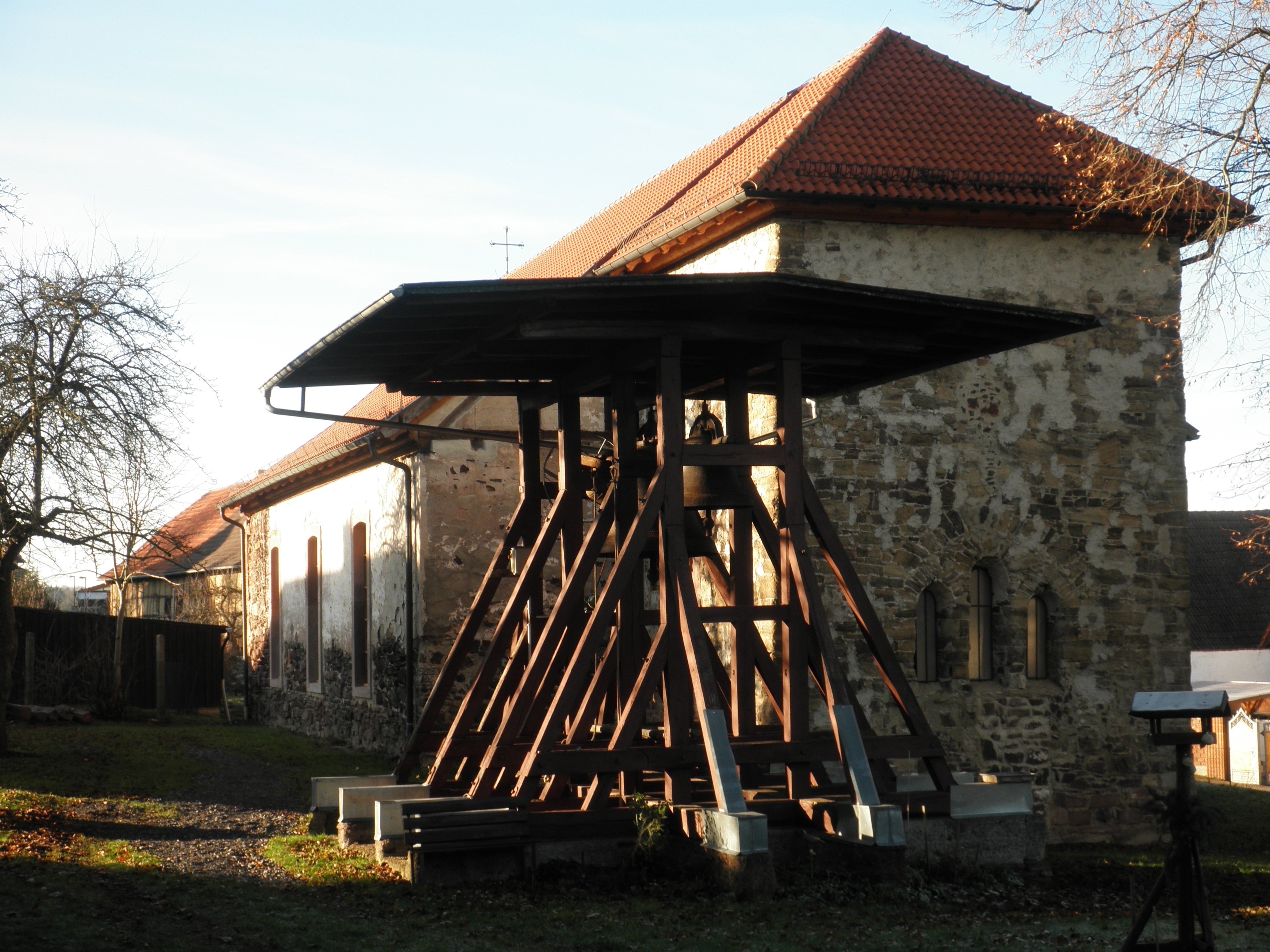
Dorpskerk met klokkenstoel in 2013